# خوانيتو (تميمة)
خوانيتو كانت تميمة  كأس العالم لكرة القدم 1970 الذي عقد في المكسيك. وهو عبارة عن صبي يلبس طقم مكسيكي وقبعة سومبريرو (مع عبارة "المكسيك 70"). اسمه هو خوان وهو الاسم الشائع باللغة الأسبانية.
مثلت هذه التميمة المشجع المكسيي التقليدي. يرتدي خوانيتو ألوان العلم المكسيكي مع قبعة تقليدية وحذاء مميزاً في محاولة لإعطاء إشارة لأجواء الفرح والروح الرياضية التي يمثلها الجمهور المكسيكي في العادة.

## مقالات ذات صلة
- تمائم كأس العالم لكرة القدم
- كأس العالم لكرة القدم 1970